# Ája Vrzáňová

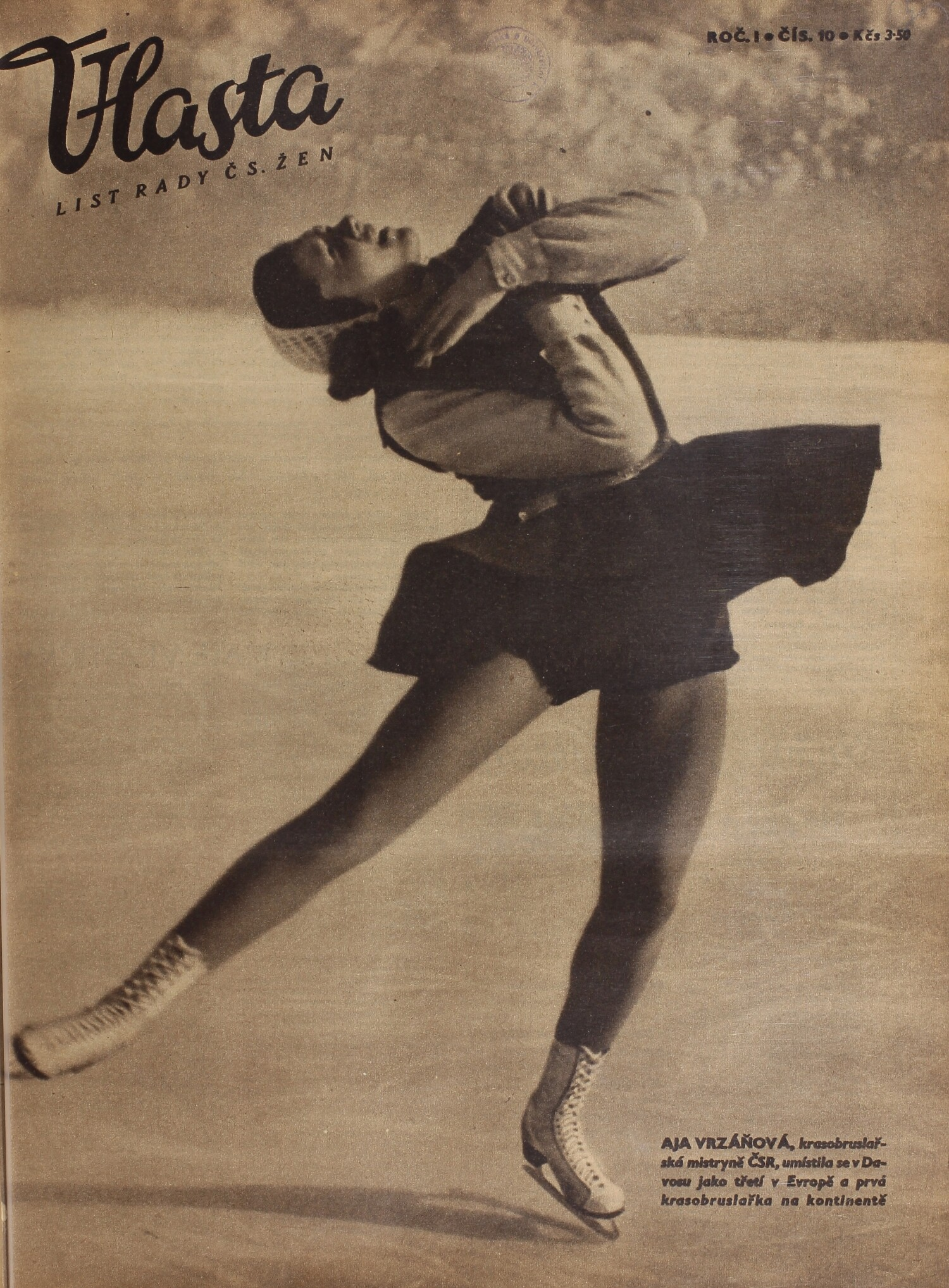
Ája Vrzáňová na obálce časopisu Vlasta, 1947

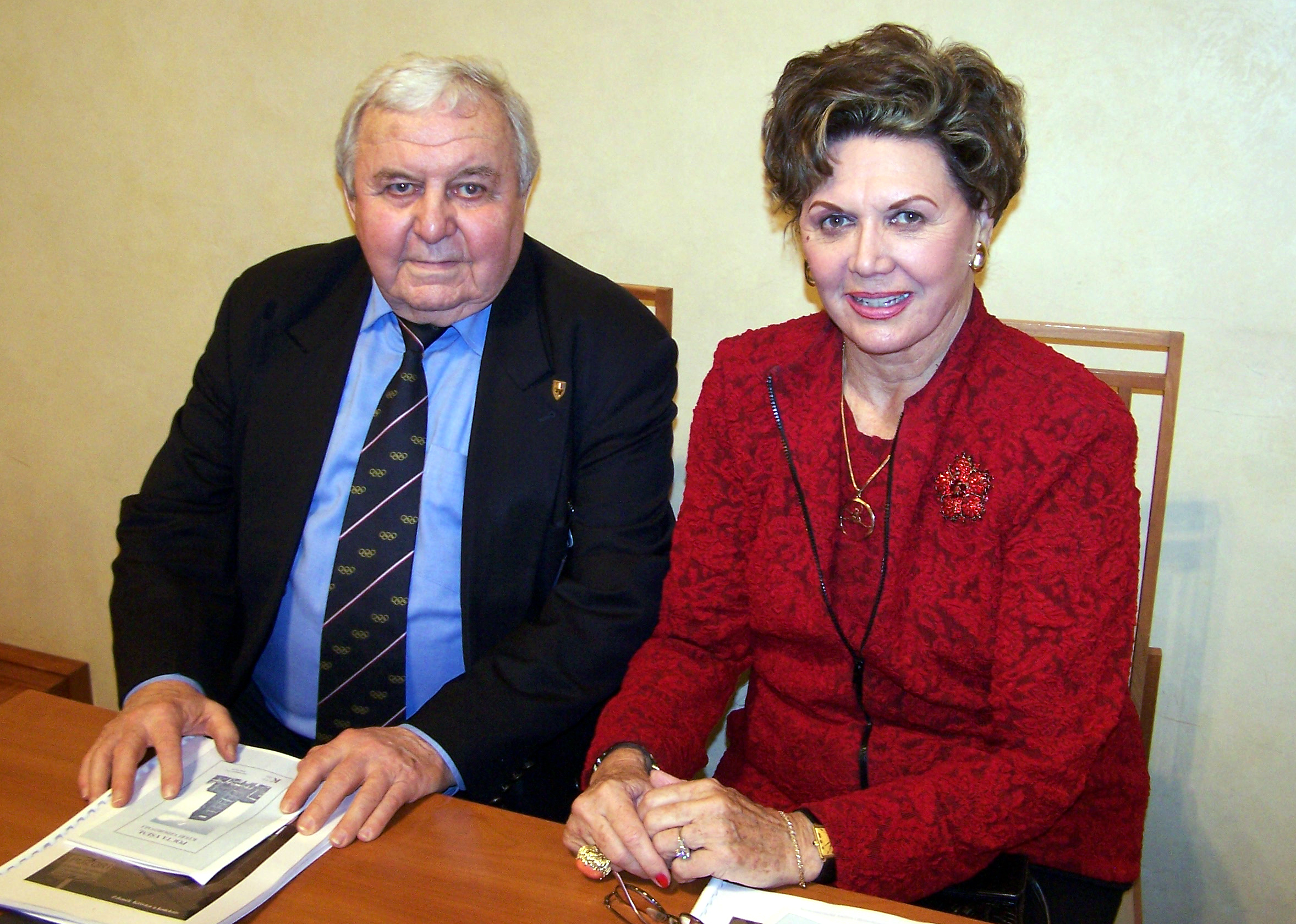
Augustin Bubník a Ája Vrzáňová v roce 2009 na festivalu Mene Tekel

Ája Vrzáňová, vlastním jménem Alena Vrzáňová, provdaná Alena Steindlerová, uměleckým pseudonymem Aja Zanova, (16. května 1931 Praha – 30. července 2015 New York) byla česká krasobruslařka a podnikatelka, dvojnásobná mistryně světa v krasobruslení v soutěži žen z let 1949 a 1950, čtyřnásobná mistryně Československa v letech 1947 až 1950 a mistryně Evropy z roku 1950.

## Život
S krasobruslením začínala pod trenérem Karlem Glogarem. V sedmi letech vyhrála první závody. V roce 1947 vyhrála mistrovství Československa, 5. místem debutovala na mistrovství Evropy ve švýcarském Davosu a 7. místem na mistrovství světa ve švédském Stockholmu. Od roku 1947 trénovala v Londýně s uznávaným trenérem bruslení švýcarského původu Arnoldem Gerschwillerem. V roce 1950 v Londýně požádala o politický azyl a posléze emigrovala do Spojených států amerických, kde dalších 16 let působila jako profesionální bruslařka v lední revue Ice Follies a později v Ice Capades pod uměleckým jménem Aja Zanova. V roce 1969 se vdala za Pavla Steindlera, amerického šéfkuchaře a restauratéra původem z Československa, se kterým podnikala v gastronomii a restauračních službách. Po manželově smrti (1983) pracovala pro Ice Capades a v roce 1986 se podílela na rekonstrukci a znovuotevření Wollmanova kluziště (Wollman Rink), pozdějšího Trumpova kluziště – venkovního areálu v Central Parku, největšího veřejného kluziště v New Yorku.

## Největší sportovní úspěchy
- 1948 – zimní olympijské hry 1948 ve Svatém Mořici – 5. místo
- 1948 – mistrovství Evropy v Praze – 3. místo
- 1949 – mistrovství Evropy v Miláně – 2. místo
- 1949 – mistrovství světa v Paříži – 1. místo
- 1950 – mistrovství Evropy v Oslu – 1. místo
- 1950 – mistrovství světa v Londýně – 1. místo

## Ocenění
- V roce 2004 obdržela dne 28. října od prezidenta Václava Klause medaile Za zásluhy  II. stupeň (2004).
- 3. května 2006 jí bylo uděleno čestné občanství Prahy 2.
- V roce 2009 byla v Los Angeles uvedena jako první česká krasobruslařka do Síně slávy, byla vyhlášena českou Sportovní legendou.